# Valle de las Navas
Valle de las Navas é um município da Espanha na província de Burgos, comunidade autónoma de Castela e Leão, de área 263,168 km² com população de 616 habitantes (2007) e densidade populacional de 5,54 hab/km².

## Demografia
| Variação demográfica do município entre 1991 e 2004 | Variação demográfica do município entre 1991 e 2004 | Variação demográfica do município entre 1991 e 2004 | Variação demográfica do município entre 1991 e 2004 |
| --------------------------------------------------- | --------------------------------------------------- | --------------------------------------------------- | --------------------------------------------------- |
| 1991                                                | 1996                                                | 2001                                                | 2004                                                |
| 673                                                 | 635                                                 | 626                                                 | 620                                                 |